# 血小板活性化因子
血小板活性化因子（けっしょうばんかっせいかいんし、英: platelet-activating factor、PAF）は、血小板凝集や脱顆粒、炎症、アナフィラキシーを含む多くの白血球機能の強力なリン脂質活性化剤・メディエーターである。AGEPC (acetyl-glyceryl-ether-phosphorylcholine) としても知られている。また、白血球の血管透過性、酸化的破壊、走化性や食細胞におけるアラキドン酸代謝の増強に関与している。
PAFは、好中球、好塩基球、損傷組織、単球/マクロファージ、血小板、血管内皮細胞を含む様々な細胞種による特異的な刺激に応答して産生される。

## 化学
O-アルキル側鎖の長さが異なるPAFのいくつかの分子種が同定されている。
- 炭素数16のアルキル鎖はC1炭素にエーテル結合している。
- C2炭素のアシル基は酢酸エステルである。脂肪酸エステルとは異なり炭素鎖が短いため溶解性が増大し、PAFは水溶性シグナル伝達分子として機能することができる。
- C3炭素はホスファチジルコリンのようにホスホコリン頭部基を有している。

## 機能
PAFは気管支収縮の重要なメディエーターである。
PAFは血小板を凝集させ、血管を拡張させる。したがって、止血の過程において重要である。10-12 mol/Lの濃度において、PAFは気管支喘息様の症状を誘導する命にかかわる気道の炎症を引き起こす。
破壊されたバクテリア断片といった毒素はPAFの合成を誘導し、血圧の低下と心臓によって送液される血液量の減少を引き起こす。これによってショック状態あるいは死の危険性もある。

## 歴史
PAFはフランス人免疫学者ジャック・バンヴェニストによって1970年代初頭に発見された。構造は1979年にConstantinos A. Demopoulosによって解明された。

## 生合成および分解
PAFはLPCアシルトランスフェラーゼによってリゾホスファチジルコリンおよびアセチルCoAから生合成される。また、ホスフォコリントランスフェラーゼによる2-アセチルモノアルキルグリセロールエーテルにも由来する。
PAFはホスホリパーゼA2と関連しているPAFアセチルヒドロラーゼと呼ばれる一群の酵素によって分解される。

## アンタゴニスト
- SM-12502はPAFアンタゴニストであり、CYP2A6（英語版）によって肝臓で代謝される[4]。
- ルパタジン（英語版）はアレルギー治療に用いられる抗ヒスタミン薬・PAFアンタゴニストである。